# Miagrammopes rubripes
Miagrammopes rubripes es una especie de araña araneomorfa del género Miagrammopes, familia Uloboridae. Fue descrita científicamente por Mello-Leitao en 1949.
Habita en Brasil.